# Poecilosoma misionum
Poecilosoma misionum là một loài bướm đêm thuộc phân họ Arctiinae, họ Erebidae.